# Felipe dos Anjos
Felipe dos Anjos de Paula Gama (San Paolo, 30 aprile 1998) è un cestista brasiliano con cittadinanza spagnola.

## Biografia
Figlio dei genitori Bima Gamma e Jackeline dos Anjos, cresciuto a San Paolo in Brasile in un ambiente povero (le favelas).
Cresce giocando a basket con il padre in un campo vicino a casa sua e nel periodo di adolescenza vinse anche un torneo di basket.
Dopo la separazione dei genitori , quando Felipe era ancora un pre-adolescente , sua madre concepì un figlio con un altro uomo dando alla luce un nuovo figlio che chiamarono Pedro.
Quando Felipe era ancora adolescente gli viene offerta la possibilità di giocare in Spagna e lui accetta; data la separazione dei genitori anche la madre e il fratellastro sono andati con lui in Spagna, mantenendoli fino a quando la madre non ha trovato lavoro.

## Palmarès

### Competizioni giovanili
- Euroleague Basketball Next Generation Tournament: 1

Real Madrid: 2015

### Competizioni nazionali
- Copa Princesa de Asturias: 2

Oviedo: 2017
Estudiantes: 2022